# Richard Daniel Fabricius

Richard Daniel Fabricius

Richard Wilhelm Daniel Fabricius (* 23. Februar 1863 in Berlin; † 19. Oktober 1923 in Dresden) war ein deutscher Bildhauer und Medailleur.

## Leben
Richard Fabricius studierte ab 1880 an der Berliner Kunstakademie, unter anderen bei Reinhold Begas und Fritz Schaper. Im Jahr 1884 musste er sein Studium aus finanziellen Gründen unterbrechen. Er ging nach Dresden, leitete dort kurzzeitig ein Fotoatelier und vollendete von 1892 bis 1895 seine Ausbildung als Meisterschüler von Robert Diez. Ab 1898 arbeitete Fabricius als freier Bildhauer in Dresden; sein Atelier hatte er in einem Haus an der Schulstraße (heute Wägnerstraße 6) in Blasewitz. Zwischen 1910 und 1916 lebte und arbeitete Fabricius in Berlin, kehrte jedoch anschließend nach Dresden zurück. Dort starb er 1923.
Richard Fabricius war Mitglied im Deutschen Künstlerbund.

## Werke (Auswahl)
Fabricius führte seine Werke in naturnaher Weise in strengen, klassischen Formen aus.
- 1904: Portalfigur Paulus an der Moritzburger Kirche
- 1907: Ballwerfer, Kolossalstatue in Bronze vor dem Deutschen Hygiene-Museum in Dresden
An seinem wohl bekanntesten Werk wurden erst 1983 durch den Dresdner Bildhauer Wilhelm Landgraf und die Werkstatt Karl Bergmann die kriegsbedingten Schäden restauriert. Eine Version des Ballwerfers wurde für die USA erstellt, allerdings mit Feigenblatt.
- 1907: zwei Engel am Grabmal Fonrobert auf dem Friedhof II der Französisch-Reformierten Gemeinde an der Liesenstraße in Berlin
- 1909: zwei Engel im Altarbereich der Annenkirche in Dresden
- 1909: Segnender Christus, Statuette in der Beichtsakristei der Annenkirche in Dresden
- 1929 (postum): Kniende Trauernde am Grabmal Schindler auf dem Südfriedhof in Leipzig, ausgeführt durch die WMF nach einem älteren Modell von Frabricius[3]

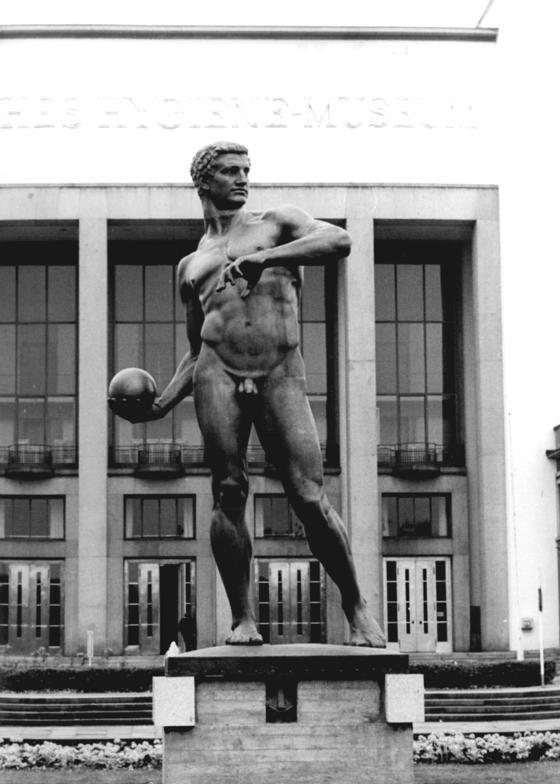
Ballwerfer in Dresden
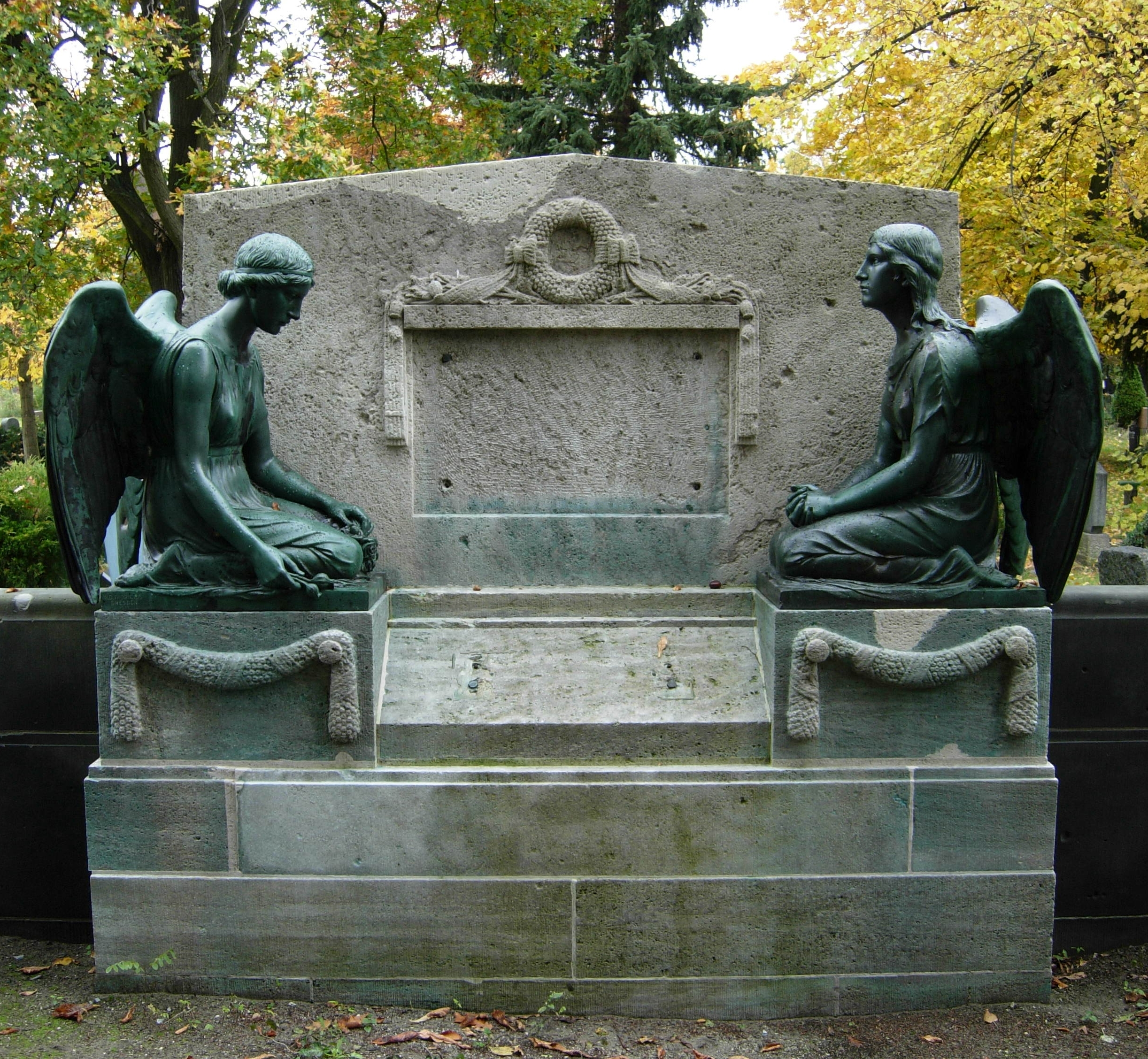
Engel am Grabmal Fonrobert in Berlin
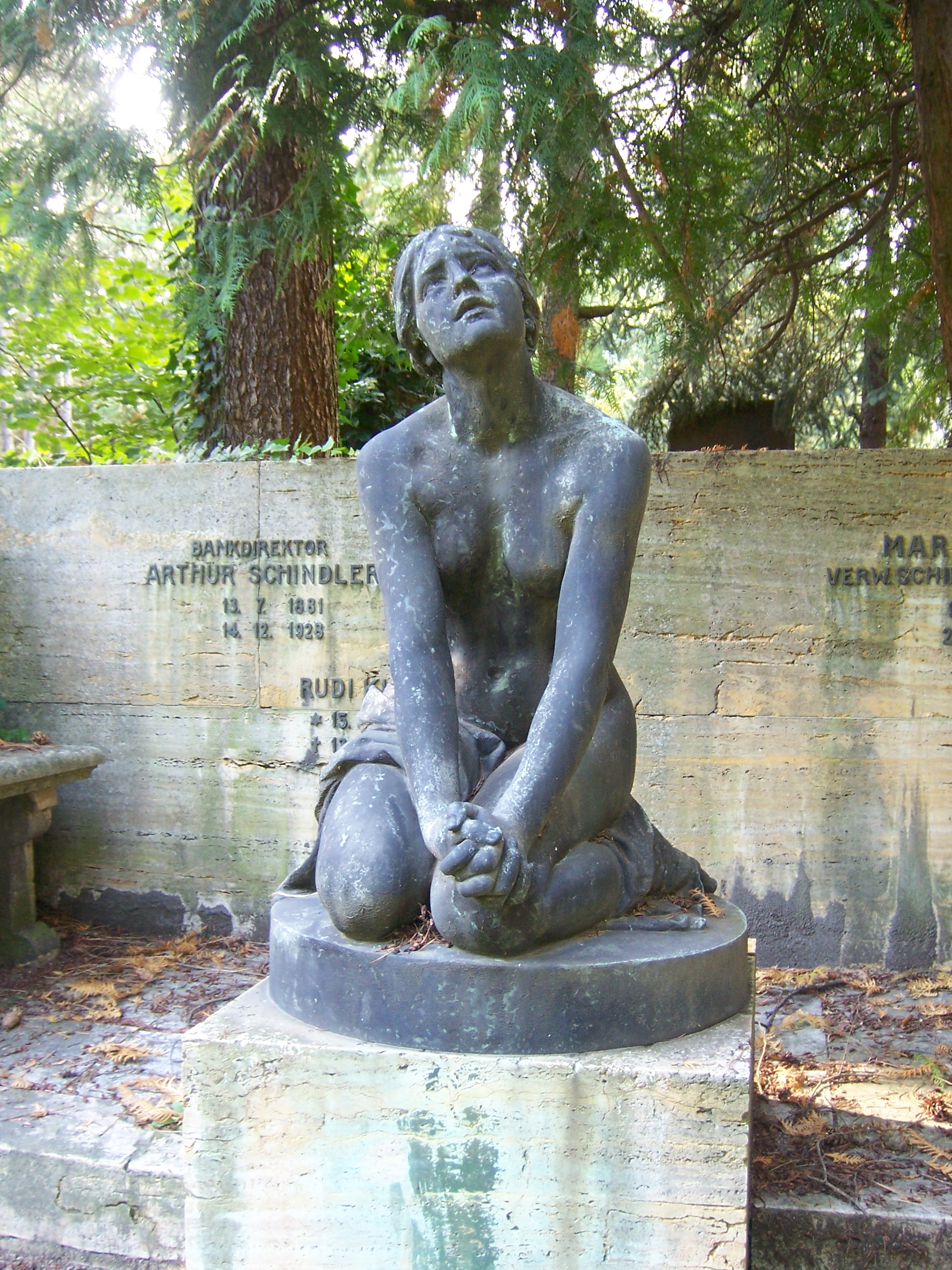
Kniende Trauernde am Grabmal Schindler in Leipzig